# Логутова Тамара Григорівна
Тама́ра Григо́рівна Логуто́ва (нар. 5 червня 1949, Маріуполь Донецької області) — завідувачка кафедри інноватики та управління, доктор економічних наук (2009), професор (2010), економіст, академік Міжнародної кадрової академії, академік АЕН України, академік Академії соціального управління, Заслужений діяч науки і техніки України (2020).

## Життєпис
Народилася 5 червня 1949 року у місті Маріуполі Донецької області.
Здобула фах інженера-металурга за спеціальністю «Фізико-хімічні дослідження металургійнирх процесів» (1971) у Приазовському технічному університеті (Маріуполь), де від 1985 й працює: від 2009 — завідувач кафедри інноватики та управління. 1971–1983 роки — інженер, старший інженер на заводі «Тяжмаш» (ПАТ МК «Азовмаш») у Маріуполі. 1979—1983 роки — навчання в аспірантурі Маріупольського металургійного інституту. 1985-1994 роки — асистент, доцент кафедри теорії металургійних процесів. 1994-1999 роки — старший спеціаліст, завідувач валютним сектором, керівниця філіалу в Азовському відділенні АКБ «Промінвестбанк» в Маріуполі. 2000 року закінчила ПДТУ за спеціальністю «Фінанси і кредит» і отримала кваліфікацію економіста. 1999-2009 роки — доцент кафедри фінансів і кредиту, обліку і аудиту.
| Текст вилучений зі статті через підозру в порушенні авторських прав |
| --- |
| Текст, що раніше перебував на цій сторінці, запідозрено в порушенні авторських прав на текст із таких джерел: http://eir.pstu.edu/handle/123456789/1743 https://events.pstu.edu/project90/vydatni-osobystosti/logutova-tamara-grygorivna/ Дата, коли було знайдено порушення: 25 березня 2021. Тому, хто повісив цей шаблон: На сторінку обговорення користувача, який розмістив цю статтю, варто додати повідомлення {{subst:nothanks cv\|Логутова Тамара Григорівна\|url=http://eir.pstu.edu/handle/123456789/1743 https://events.pstu.edu/project90/vydatni-osobystosti/logutova-tamara-grygorivna/. |
| До уваги користувача, який розмістив цю статтю Не редагуйте статтю зараз, навіть якщо ви збираєтеся її переписати. Дотримуйтесь вказівок нижче. - Якщо власник авторських прав на зазначений вище матеріал дозволяє використовувати його на умовах GNU FDL без незмінюваних секцій та Creative Commons із зазначенням автора / розповсюдження на тих самих умовах, будь ласка, сповістіть про це на сторінці обговорення цієї статті. - Якщо правовласником є ви, додайте на зазначеному вище ресурсі примітку: «Матеріали дозволено використовувати на умовах GNU FDL без незмінюваних секцій та Creative Commons із зазначенням автора / розповсюдження на тих самих умовах». - Якщо дозволу на використання цього матеріалу немає, будь ласка, зробіть одне з двох: 1. Напишіть хоча б гарний накид статті на цій підсторінці. Зверніть увагу: не треба копіювати текст, що порушує авторські права, на зазначену підсторінку й редагувати його. Якщо ви взялися за написання нової статті, не забудьте сповістити про це на сторінці обговорення. 2. Залиште все як є, і тоді статтю буде вилучено. У випадку, якщо новий текст написано не буде, цю статтю буде вилучено через тиждень після появи цього попередження (детальніше див. документацію шаблону). Вихідний текст цієї статті з можливим порушенням копірайту можна знайти в історії змін. Зверніть увагу, що розміщення у Вікіпедії матеріалів, автор яких не надав явного дозволу на їхнє використання відповідно до ліцензії GNU FDL без незмінюваних секцій та Creative Commons із зазначенням автора / розповсюдження на тих самих умовах, може бути порушенням законів про авторське право. Користувачів, які додають до Вікіпедії такі матеріали, може бути тимчасово позбавлено права редагувати статті. Попри все, ми завжди раді вашим оригінальним статтям. Дякуємо. Цю сторінку внесено до категорії Вікіпедія:Можливе порушення авторських прав. |

## Науковий доробок

### Монографії
Логутова Т. Г., Ващенко В. В. Фундаментальні основи формування механізмів управління фінансовою системою України в умовах кризи: колективна монографія (2016);
Логутова Т. Г., Полторацька О. В., Полторацький М. М. Проблеми ресурсозбереження металургійних підприємств: теоретичні та практичні аспекти: монографія (2016);
Логутова Т. Г. Организационно-экономический механизм государственного управления инновационным развитием региона (2006);
Логутова Т. Г., Дресвянніков Д. О. Антикризовий механізм взаємодії промислових підприємств з фінансово-кредитною системою України: монографія (2014);
Логутова Т. Г., Бессонова С. И., Анисимова О. Н. Формирование инвестиционных ресурсов промышленных предприятий Украины: монография (2009).

### Статті
Логутова Тамара Григорьевна. Иностранные инвестиции и проблемы их привлечения в экономику Украины (2004);
Логутова Тамара Григорівна. Проблеми та шляхи відновлення економіки України (2020);
Логутова Тамара Григорівна, Полторацький Микола Михайлович. Передумови модернізації системи тарифоутворення в морських портах України (2020);
Логутова Тамара Григорівна, Афанасьєв Олег Михайлович. Медична реформа: складності її реалізації (2020);
Логутова Тамара Григорівна, Полторацький Микола Михайлович. Створення інноваційного механізму тарифоутворення на підприємствах морської галузі (2019).

### Посібники
Логутова Тамара Григорівна. Страхування: навчальний посібник (2011).